# Gros Ventre (taal)
Gros Ventre of Atsina is een indiaanse taal van de Algonkische taalfamilie, die gesproken werd door de Gros Ventre. Het is nauw verwant aan Arapaho, en Arapaho en Gros Ventre worden dan ook als dialecten van eenzelfde taal beschouwd. De laatste persoon die Gros Ventre vloeiend sprak overleed in 1981, maar de taal wordt nog onderwezen in de White Clay Immersion School van Fort Belknap College op het Fort Belknap Indian Reservation.